# Barraca del Fondo de Montpaó
La Barraca del Fondo de Montpaó és una barraca de vinya de Calafell (Baix Penedès) protegida com a Bé Cultural d'Interès Local. El cadastre digital el situa a una parcel·la de la partida del Pla de Montpaó, just a la riba del Torrent de Montpaó.

## Descripció
Edificació d'ús agrícola de planta quadrangular, amb els cantons arrodonits, amb un sol espai interior. Verticalment, la barraca té forma troncocònica. La porta d'entrada és a la meitat esquerra del costat sud. Disposa de llinda i per sobre d'aquesta hi ha un rellotge de sol. Sobre la llinda hi ha un arc de descàrrega fet amb maçoneria col·locada de cantell. La coberta és una volta cònica -o falsa cúpula- feta amb la superposició de filades de lloses planes, formant anells, el radi dels quals va decreixent progressivament. Exteriorment la coberta està recoberta per una capa de terra vegetal, en la qual es van plantar lliris per tal de compactar-la i millorar-ne la impermeabilitat. Les juntes de la maçoneria dels murs interiors són plens de terra argilosa i per damunt hi ha una capa de calç.
Murs i volta realitzats amb peces irregulars de pedra unides en sec amb l'ajut de falques, també de pedra, de dimensions més petites. Els murs tenen un rebliment de predruscall.